# Jauldes
Jauldes ist eine südwestfranzösische Gemeinde mit 832 Einwohnern (Stand: 1. Januar 2022) im Département Charente in der Region Nouvelle-Aquitaine. Sie gehört zum Arrondissement Angoulême und zum Kanton Touvre-et-Braconne. Die Einwohner werden Jauldois genannt.

## Lage
Rivières liegt etwa 18 Kilometer nordöstlich von Angoulême in der Kulturlandschaft des Angoumois. Hier entspringt das Flüsschen Argence, das zur Charente entwässert. Umgeben wird Jauldes von den Nachbargemeinden Aussac-Vadalle im Nordwesten und Norden, Coulgens im Norden und Nordosten, La Rochette im Osten, Agris im Osten und Südosten, Brie im Süden, Anais im Südwesten und Westen sowie Tourriers im Westen und Nordwesten.

## Bevölkerungsentwicklung
| Jahr                       | 1962 | 1968 | 1975 | 1982 | 1990 | 1999 | 2006 | 2012 | 2019 |
| Einwohner                  | 552  | 542  | 521  | 577  | 606  | 612  | 701  | 765  | 813  |
| Quellen: Cassini und INSEE |      |      |      |      |      |      |      |      |      |

## Sehenswürdigkeiten

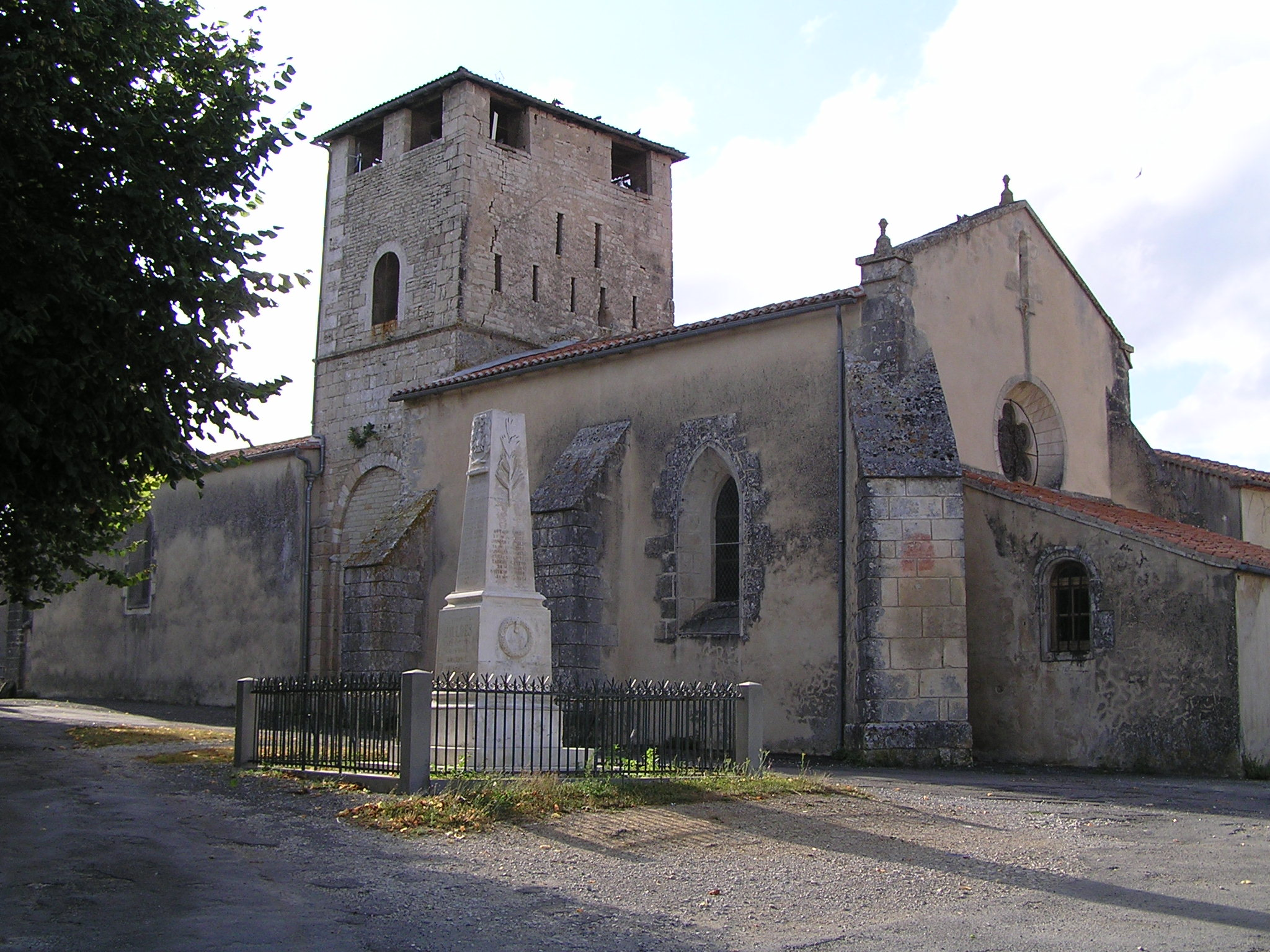
Kirche Saint-Martin
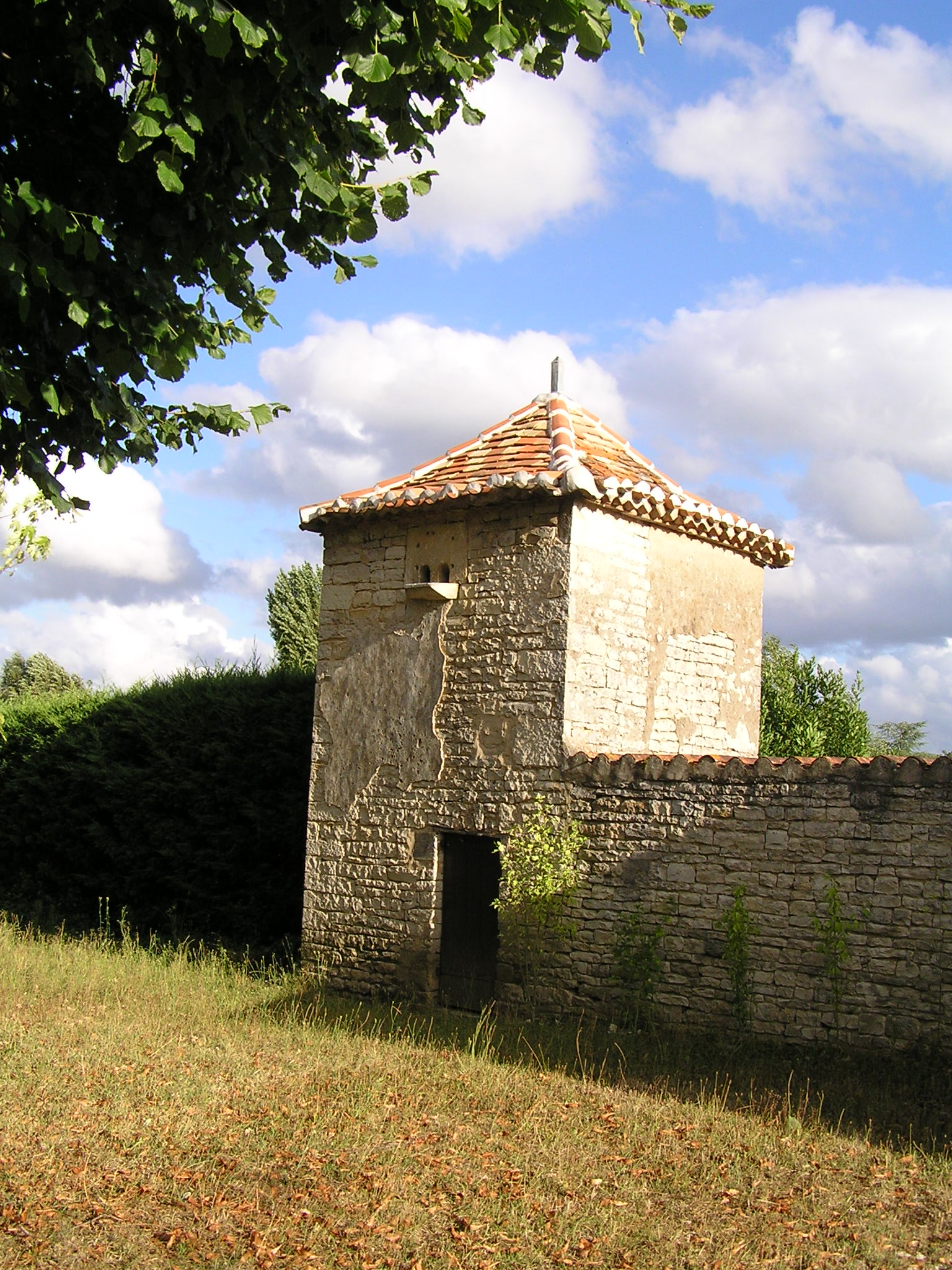
Taubenturm

- Kirche Saint-Martin
- Taubenturm